# Tuinpolder
De Tuinpolder (ook: Thuinpolder) is een polder ten oosten van Nieuwvliet in de Nederlandse provincie Zeeland. De polder behoort tot de Catspolders.
Het poldertje, dat slechts 7 ha meet, werd ingepolderd in 1613 door toedoen van onder meer Jacob Cats. Het wordt begrensd door de Geuzendijk en de Barendijk.